# Matrice de distance euclidienne
Pour les articles homonymes, voir Matrice (mathématiques).
En mathématiques, une matrice de distance euclidienne est une matrice de taille n × n  représentant l'espacement d'un ensemble de {\displaystyle n} points dans un espace euclidien. Si l'on note {\displaystyle A} une matrice de distance euclidienne et {\displaystyle x_{1},x_{2},\ldots ,x_{n}} des points sont définis dans un espace de dimension {\displaystyle m}, alors les éléments de {\displaystyle A} sont donnés par 
{\displaystyle {\begin{aligned}A&=(a_{ij});\\a_{ij}&=d_{ij}^{2}\;=\;\lVert x_{i}-x_{j}\rVert _{2}^{2}\end{aligned}}}
où {\displaystyle \|\cdot \|_{2}} désigne la norme euclidienne sur {\displaystyle \mathbb {R} ^{m}}. Ainsi, la matrice des distances euclidienne sera de la forme : 
{\displaystyle A={\begin{bmatrix}0&d_{12}^{2}&d_{13}^{2}&\dots &d_{1n}^{2}\\d_{21}^{2}&0&d_{23}^{2}&\dots &d_{2n}^{2}\\d_{31}^{2}&d_{32}^{2}&0&\dots &d_{3n}^{2}\\\vdots &\vdots &\vdots &\ddots &\vdots &\\d_{n1}^{2}&d_{n2}^{2}&d_{n3}^{2}&\dots &0\\\end{bmatrix}}}

## Propriétés
Pour faire simple, l'élément {\displaystyle a_{ij}} décrit le carré de la distance entre les {\displaystyle i}ème et {\displaystyle j}ème points de l'ensemble. Par les propriétés de la norme euclidienne, la matrice {\displaystyle A} a les propriétés suivantes : 
- Tous les éléments sur la diagonale de {\displaystyle A} sont nuls (propriété de la séparation d'une distance, la distance séparant un point de lui même est nulle).
- La trace de {\displaystyle A} est zéro (par la propriété ci-dessus).
- {\displaystyle A} est symétrique (c'est-à-dire que {\displaystyle a_{ij}=a_{ji}}, un corollaire de la symétrie d'une distance).
- {\displaystyle {\sqrt {a_{ij}}}\leq {\sqrt {a_{ik}}}+{\sqrt {a_{kj}}}} (par l'inégalité triangulaire)
- {\displaystyle a_{ij}\geq 0}
- Le nombre de valeurs uniques (distinctes) non nulles d'une matrice de distance euclidienne de taille {\displaystyle n\times n} est borné supérieurement par {\displaystyle n(n-1)/2} en raison de la symétrie et du fait d'avoir une diagonale nulle.
- En dimension m, le rang d'une matrice de distance euclidienne est inférieur ou égal à {\displaystyle m+2} . Si les points {\displaystyle x_{1},x_{2},\ldots ,x_{n}} sont en position générale, le rang est exactement min(n, m + 2).

## Voir également
- Matrice d'adjacence
- Coplanarité
- Géométrie de distance
- Matrice de distance
- Matrice aléatoire euclidienne
- L'échelle multidimensionnelle classique, une technique de visualisation qui rapproche une matrice de dissimilarité arbitraire par une matrice de distance euclidienne
- Déterminant de Cayley-Menger